# Rugby Viadana 1970 2016-2017

## Eccellenza 2016-17

### Stagione regolare
| Incontro                | Andata | Ritorno |
| ----------------------- | ------ | ------- |
| Petrarca — Viadana      | 27-19  | 18-15   |
| Viadana — Fiamme Oro    | 27-22  | 15-26   |
| San Donà — Viadana      | 20-19  | 14-40   |
| Viadana — Reggio Emilia | 36-29  | 13-15   |
| Calvisano — Viadana     | 36-17  | 26-18   |
| Viadana — Mogliano      | 30-16  | 24-14   |
| Lyons — Viadana         | 18-28  | 13-13   |
| Viadana — S.S. Lazio    | 31-29  | 42-15   |
| Rovigo — Viadana        | 42-24  | 18-35   |

#### Risultati della stagione regolare
| Posizione | G  | V | N | P | PF  | PS  | DP  | B | Pt |
| --------- | -- | - | - | - | --- | --- | --- | - | -- |
| 4ª        | 18 | 9 | 1 | 8 | 446 | 398 | +48 | 7 | 45 |

### Fase finale
| Turno | Incontro            | Andata | Ritorno |
| ----- | ------------------- | ------ | ------- |
| SF    | Viadana — Calvisano | 18-12  | 17-47   |

## Trofeo Eccellenza 2016-17

### Prima fase

#### Girone A
| Incontro           | Risultato |
| ------------------ | --------- |
| Viadana — Lyons    | 40-0      |
| San Donà — Viadana | 21-30     |

##### Risultati del girone A
| Posizione | G | V | N | P | PF | PS | DP  | B | Pt |
| --------- | - | - | - | - | -- | -- | --- | - | -- |
| 1ª        | 2 | 2 | 0 | 0 | 70 | 21 | +49 | 1 | 9  |

### Finale
| Incontro             | Risultato |       |
| -------------------- | --------- | ----- |
| Viadana — Fiamme Oro | 27-20     | 27-20 |

## Verdetti
- Viadana vincitore del Trofeo Eccellenza 2016-2017.